# Psiguria
Psiguria es un género con 17 especies de plantas con flores perteneciente a la familia Cucurbitaceae. 

## Especies seleccionadas
| - Psiguria aurantiaca - Psiguria bignoniacea - Psiguria diversifolia - Psiguria dunlapii - Psiguria jacquiniana - Psiguria longipedunculata - Psiguria ottoniana - Psiguria ovata - Psiguria pedata (L.) R.A.Howard - caihua-caihua chica del Perú | - Psiguria racemosa - Psiguria ternata - Psiguria trifoliata - Psiguria trilobata - Psiguria triphylla - Psiguria umbrosa - Psiguria warmingiana - Psiguria warscewiczii |